# EverQuest II
EverQuest II è un videogioco di tipo MMORPG sviluppato e pubblicato dalla Sony Online Entertainment il 4 novembre 2004. Si tratta del seguito di EverQuest, pubblicato nel 1999. Questo titolo è rientrato per 10 anni di fila nella top ten dei migliori MMORPG online.